# Louis Kramp

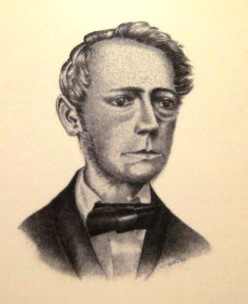
Louis Kramp, Lithograf und Gründer der Firma Kramp & Comp. in Offenbach am Main. Lithografie von ca. 1860

Louis Kramp (* 26. Januar 1804 in Straßburg; † 15. März 1871 in Offenbach am Main) war ein deutsch-französischer Lithograf, Kalligraf und Unternehmer. Er gründete 1832 in Offenbach am Main das in der Druckereibranche weltweit bekannte Unternehmen Kramp & Comp.

## Beruflicher Werdegang
Louis Joseph Kramp war schon in jungen Jahren ein begabter Zeichner. Er durfte deshalb in Paris bei dem damals bekannten Drucker und Lithograf Joseph Rose Lemercier die Technik des lithografischen Farbendrucks erlernen. Nach seiner Ausbildung fertigte Kramp für die „Lithografische Anstalt E. Zink“ in Offenbach am Main Lithografien nach Gemäldevorlagen aus dem Pariser Louvre. Seine Kenntnisse setzte er schließlich dazu ein, 1832 in Offenbach eine Lithografenwerkstatt zu eröffnen. Mit seinem Teilhaber Leopold Nickelsberg formte er aus der ehemaligen Werkstatt das Unternehmen Kramp und Comp. Von seinen Arbeiten sind zahlreiche Lithografien und Kunstblätter erhalten.

## Lithografische Werke (Auswahl)

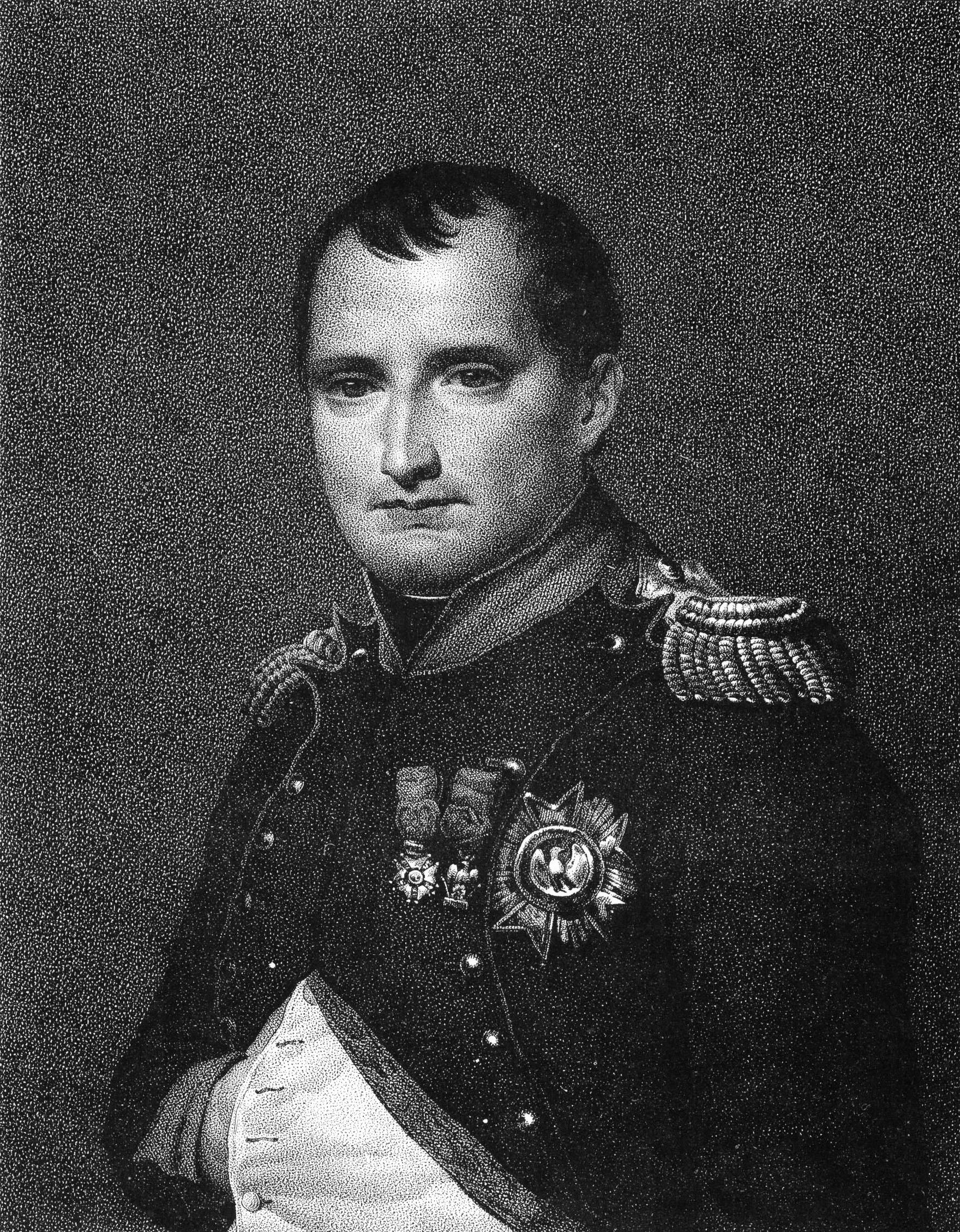
Louis Kramp ca. 1825: Lithografie von Napoleon Bonaparte nach einem Gemälde von Jacques-Louis David
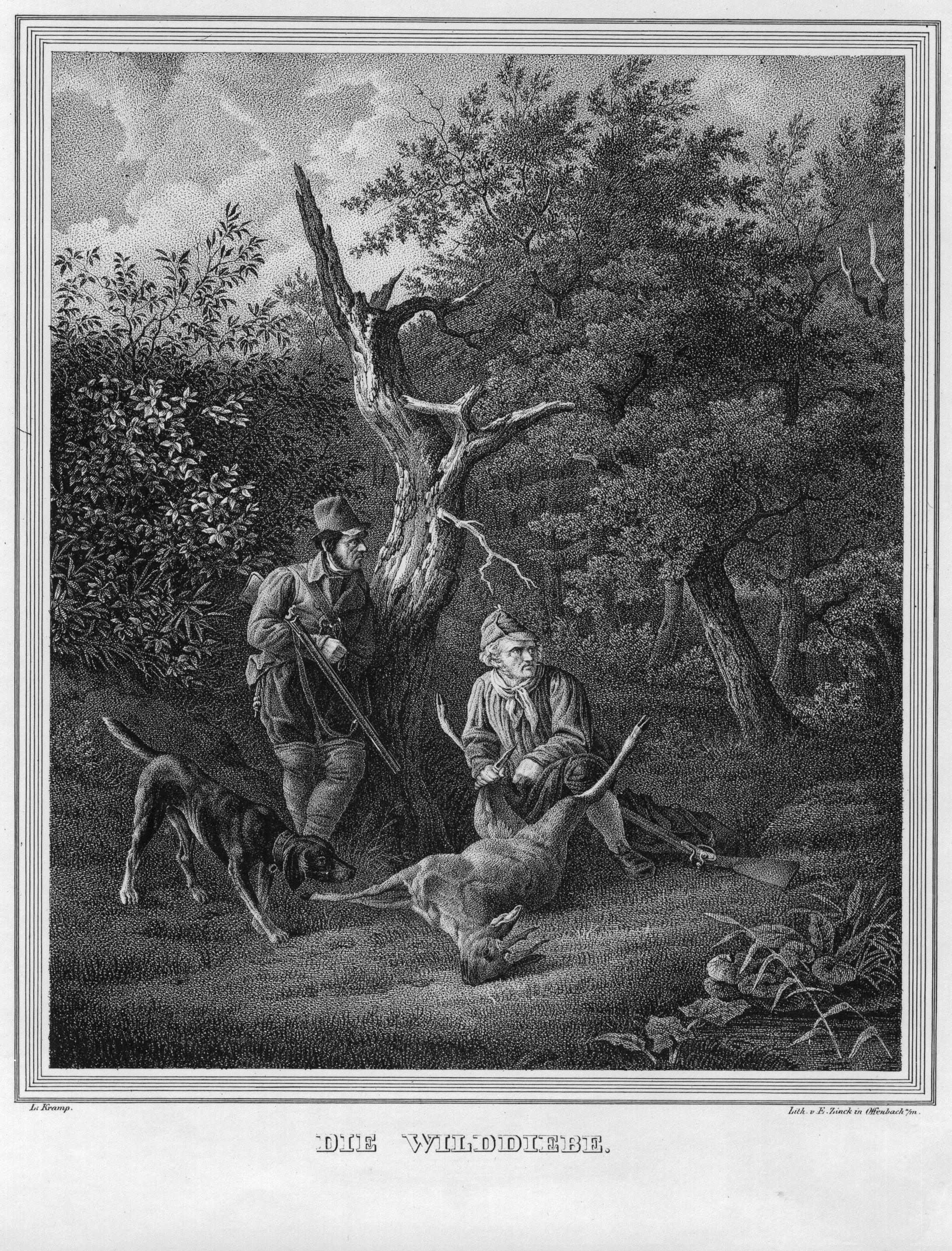
Louis Kramp ca. 1830: Lithografie „Die Wilddiebe“ Serienbild 1
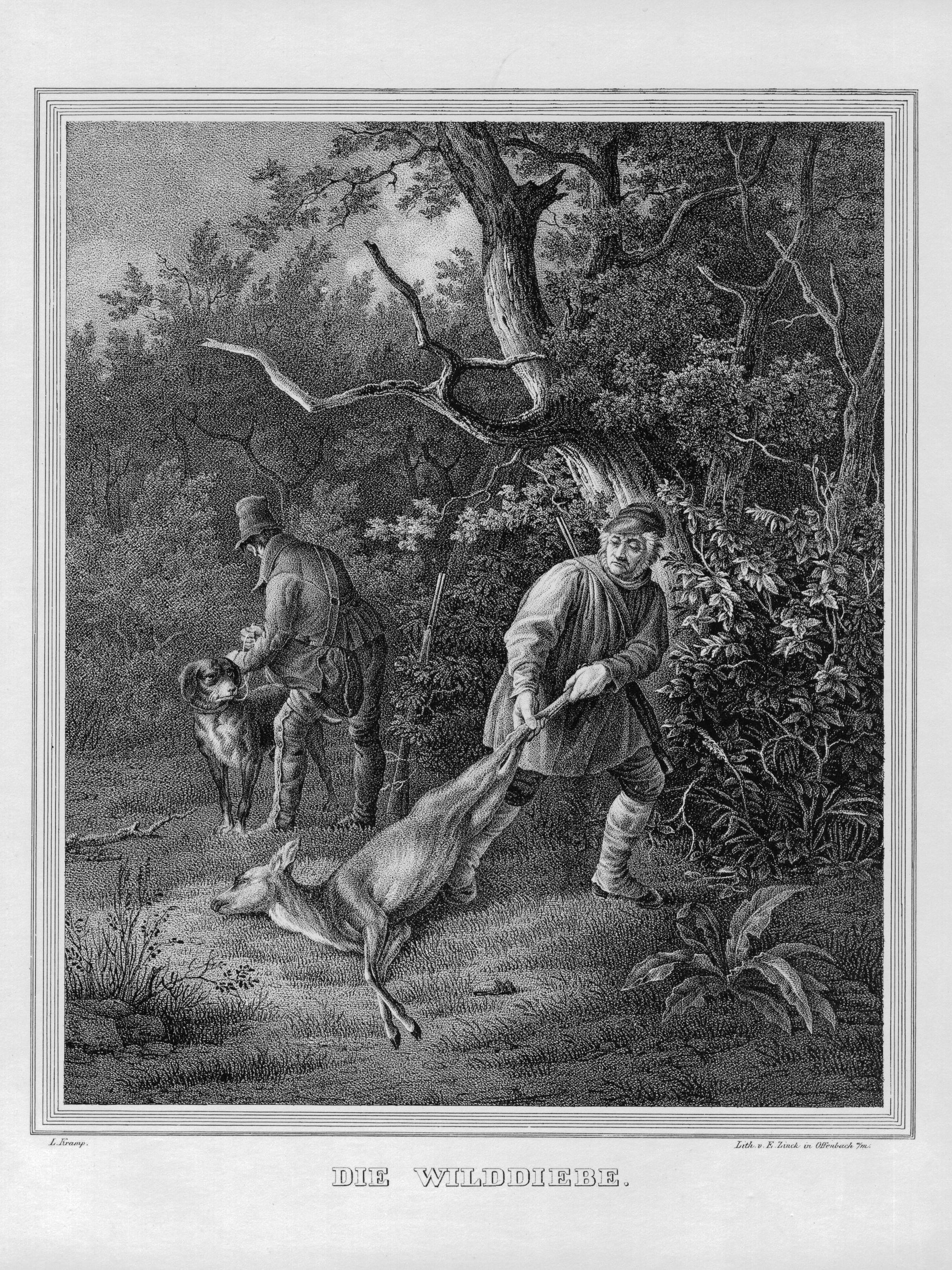
Louis Kramp ca. 1830: Lithografie „Die Wilddiebe“ Serienbild 2

| Personendaten    | Personendaten                                                        |
| ---------------- | -------------------------------------------------------------------- |
| NAME             | Kramp, Louis                                                         |
| KURZBESCHREIBUNG | deutsch-französischer Grafiker, Lithograf, Kalligraf und Unternehmer |
| GEBURTSDATUM     | 26. Januar 1804                                                      |
| GEBURTSORT       | Straßburg                                                            |
| STERBEDATUM      | 15. März 1871                                                        |
| STERBEORT        | Offenbach am Main                                                    |